# إدوارد إل. مارتن
إدوارد إل. مارتن (بالإنجليزية: Edward L. Martin) هو محامي وسياسي أمريكي، ولد في 29 مارس 1837 في الولايات المتحدة، وتوفي في 22 يناير 1897 في الولايات المتحدة. حزبياً، نشط في الحزب الديمقراطي. وقد انتخب عضو مجلس النواب الأمريكي.